# Under 17 Gulf Cup of Nations 2008
The Under 17 Gulf Cup of Nations blev spillet for 5. gang i 2008.
Mesterskabet blev afholdt i Saudi-Arabien.
Kun 4 lande deltog, i Saudi-Arabien, Forenede Arabiske Emirater, Oman og Bahrain. Turneringen blev brugt som en forberedelse til den kommende AFC Youth Championship.

## Deltagende lande
- Bahrain
- Oman
- Forenede Arabiske Emirater
- Saudi-Arabien

## Resultater

### Finale
| Hold                       | Pts | Pld | W | D | L | GF | GA | GD |
| -------------------------- | --- | --- | - | - | - | -- | -- | -- |
| Saudi-Arabien              | 7   | 3   | 2 | 1 | 0 | 5  | 1  | +4 |
| Forenede Arabiske Emirater | 6   | 3   | 2 | 0 | 1 | 6  | 3  | +3 |
| Oman                       | 4   | 3   | 1 | 1 | 1 | 2  | 2  | 0  |
| Bahrain                    | 0   | 3   | 0 | 0 | 3 | 2  | 9  | −7 |